# یک تابستان جهنمی
یک تابستان جهنمی (انگلیسی: Hell of a Summer) فیلمی در ژانر کمدی ترسناک به نویسندگی و کارگردانی فین ولفهارد و بیلی بریک است که در سال ۲۰۲۳ منتشر شد. بازیگرانی چون فرد هچینگر، ابی کوئین، بیلی بریک، فین ولفهارد، پردیس صارمی، رزباد بیکر و آدام پالی در این فیلم ایفای نقش کردند. این فیلم داستان گروهی از مشاوران را در یک اردوی تابستانی دنبال می‌کند که هدف یک قاتل مرموز با نقاب شیطانی قرار می‌گیرند.
این فیلم در ۱۰ سپتامبر ۲۰۲۳ در جشنواره بین‌المللی فیلم تورنتو به نمایش درآمد و در ۴ آوریل ۲۰۲۵ توسط نئون منتشر شد.

## داستان
جان و کتی، صاحبان کمپ پاین‌وی، شبی را در کنار دریاچه در حال استراحت بودند. که ناگهان شخصی که نقابی شیطانی بر چهره داشت به آنها حمله می‌کند و با فرو کردن یک گیتار آکوستیک در دهان جان و نیز با زدن چاقو در جمجمه‌ کتی هر دوی آنان را به قتل می‌رساند و در تاریکی شب متواری می‌شود.
یازده مشاور یک روز زودتر به اردوگاه‌ها می‌رسند تا از روان بودن عملیات بازگشایی کمپ اطمینان حاصل کنند. این گروه به محض فرا رسیدن شب از هم جدا می‌شوند. دمی اینفلوئنسر محبوب رسانه‌های اجتماعی در داخل کلبه‌اش به طرز وحشیانه‌ای کشته می‌شود. جیسون هنگام جستجو جسد او را در رختخواب پیدا می‌کند و به گروه (که معتقدند او شوخی می‌کند) التماس می‌کند که از آنجا فرار کنند. با این حال، همه به سمت کلبه دمی می‌روند، اما متوجه می‌شوند که جسدش دیگر آنجا نیست. نوئل، دختری که شیفته‌ی ارواح و علوم غریبه است، با گفتن اینکه خون روی تخت متعلق به دمی است، گروه را وحشت‌زده می‌کند. همه با عجله به سمت ماشین‌هایشان می‌روند، اما هر چه تلاش می‌کنند ماشین‌هایشان روشن نمی‌شوند. در جریان این هرج و مرج، ظاهراً دو مشاور دیگر (مایلی و مایک) در سالن غذاخوری کشته می‌شوند.
باقی‌مانده افراد در حالی که خود را در یک کابین محبوس کردند، متوجه می‌شوند که آن دو نفر (مایلی و مایک) غایب هستند. بعد از قرعه‌کشی تصادفی، ازرا، جیسون و آری کلبه را ترک می‌کنند تا آنها را پیدا کنند. داخل سالن غذاخوری، سر بریده مایلی را داخل یخچال پیدا می‌کنند و از شدت ترس فرار می‌کنند و از هم جدا می‌شوند. آری به دلیل آلرژی به بادام زمینی با چاقویی آغشته به کره بادام زمینی مورد اصابت قرار می‌گیرد. قاتل جسد بی‌جان او را با خود می‌برد. ازرا به گروه برمی‌گردد اما به‌طور تصادفی با اسپری خرس مورد حمله قرار می‌گیرد.
قاتلان که دمی و مایک هستند، این قتل عام ها را به عنوان ترفندی برای موفقیت رسانه‌ای و شهرت اینترنتی آغاز کردند.

## بازیگران
- فرد هچینگر در نقش جیسون
- ابی کوئین در نقش کلر
- بیلی بریک در نقش بابی
- فین ولفهارد در نقش کریس
- پردیس صارمی در نقش دمی
- رزباد بیکر در نقش کتی
- آدام پالی در نقش جان
- سوزان کوین در نقش مگی مادر جیسون
- جولیا دویل در نقش مایلی
- دنیل گراول در نقش آری
- کریستا نازر در نقش شانون
- متیو فینلان در نقش ازرا
- جولیا لالونده در نقش نوئل

## تاریخ تولید و انتشار
در سال ۲۰۱۹ فین ولفهارد و بیلی بریک در صحنه فیلمبرداری فیلم شکارچیان روح: افترلایف با هم آشنا شدند و خیلی زود متوجه شدند که حس شوخ‌طبعی مشابهی دارند. ولفهارد که مشتاق نوشتن فیلم بود، ایده‌های مختلفی را آزمایش کرد تا اینکه هر دو به یک ایده اسلشر رسیدند. اولین پیش‌نویس آنها، یک فیلمنامه هفتاد صفحه‌ای بود که از کمدی‌های نوجوانانه و فیلم‌های ترسناک مورد علاقه‌شان الهام گرفته بود، با اشاره‌ای خاص به فیلم شان می‌میرد ساخته ادگار رایت این پروژه در سال ۲۰۲۰ با شیوع بیماری همه‌گیر کووید-۱۹ متوقف شد و اما پس از برداشته شدن قرنطینه‌ها آنها پروژه را ادامه دادند.
تصویربرداری اصلی در ژوئیه ۲۰۲۲ در انتاریو کانادا آغاز شد و پس از ۱۹ روز در ماه اوت به پایان رسید. تا ماه دسامبر، فیلم در مرحله تدوین و تا فوریه ۲۰۲۳ در مرحله پس از تولید قرار گرفت.
این فیلم در ۱۰ سپتامبر ۲۰۲۳ در جشنواره بین‌المللی فیلم تورنتو به نمایش درآمد و در آنجا به عنوان دومین نامزد جایزه انتخاب مردمی برای فیلم «جنون نیمه‌شب» انتخاب شد. در اوت ۲۰۲۴ شرکت نئون حق توزیع در ایالات متحده را برعهده گرفت. این فیلم در تاریخ ۴ آوریل ۲۰۲۵ در ایالات متحده اکران شد. پیش از این قرار بود این رویداد در ۱۸ آوریل ۲۰۲۵ برگزار شود.

## بازخورد، آرا و نظرات
در ایالات متحده و کانادا «یک تابستان جهنمی» در کنار یک فیلم ماینکرفت اکران شد و پیش‌بینی می‌شد که در آخر هفته افتتاحیه خود حدود ۱ میلیون دلار از ۱۲۵۵ سینمای موجود فروش داشته باشد. این فیلم در روز اول نمایش ۷۲۰،۰۰۰ دلار فروش داشت که ۲۱۵،۰۰۰ دلار آن مربوط به پیش‌نمایش‌های پنجشنبه شب بود. این فیلم با فروش ۱.۸ میلیون دلار در اولین اکران خود، در جایگاه هشتم قرار گرفت.   مخاطبانی که توسط پست‌ترک در شهرهای منتخب مورد بررسی قرار گرفتند، امتیاز مثبت ۸۷٪ (شامل میانگین امتیاز ۴ از ۵ ستاره) را به فیلم دادند و ۸۱٪ گفتند که قطعاً فیلم را توصیه می‌کنند.